# Michael Böckler
Michael Böckler (ur. 2 października 1949 w Berlinie) – niemiecki pisarz.

## Publikacje
- Tödlicher Tartufo, München: Droemer-Knaur, 2007, ISBN 3-426-19745-6.
- Vino criminale, Warszawa: Wydawnictwo Książkowe Twój Styl, 2006, ISBN 83-7163-539-7 (Vino Criminale, München: Droemer-Knaur, 2005, ISBN 3-426-19694-8).
- Boska śmierć we Francji, Warszawa: Wydawnictwo Książkowe Twój Styl, 2006, ISBN 83-7163-477-3 (Sterben wie Gott in Frankreich, München: Droemer-Knaur, 2003, ISBN 3-426-19596-8).
- Nach dem Tod lebt es sich besser, München: Droemer-Knaur, 2002, ISBN 3-426-19595-X.
- Usłyszeć Verdiego i umrzeć, Warszawa: Wydawnictwo Książkowe Twój Styl, 2006, ISBN 83-7163-469-2 (Verdi hören und sterben, München: Droemer-Knaur, 2001, ISBN 3-426-19545-3).
- Kto chciałby umrzeć w Toskanii?, Warszawa: Wydawnictwo Książkowe Twój Styl, 2008, ISBN 978-83-7163-534-2 (Wer stirbt schon gerne in Italien?, München: Droemer-Knaur, 1999, ISBN 3-426-19499-6).
- Sturm über Mallorca, München: Droemer-Knaur, 1997, ISBN 3-426-60694-1.